# جائحة فيروس كورونا في لوكسمبورغ
تعد جائحة كوفيد-19 في لوكسمبورغ جزءًا من الجائحة العالمية المستمرة لمرض فيروس كورونا 2019 الناجم عن سارس-كوف-2. تأكّد وصول الفيروس إلى لوكسمبورغ في 29 فبراير 2020. واعتبارًا من 2 يونيو 2020، سُجّلت 4020 حالة مؤكدة، مع 110 حالة وفاة، و3848 حالة شفاء.

## خلفية الجائحة
في 12 يناير، أكدت منظمة الصحة العالمية أن فيروس كورونا المستجد كان سببًا لمرض تنفسي عند مجموعة من الناس في مدينة ووهان، مقاطعة هوبي، الصين، الذين كانوا قد جذبوا انتباه منظمة الصحة العالمية في 31 ديسمبر من عام 2019.
على عكس المتلازمة التنفسية الحادة الوخيمة لعام 2003، كان معدل الوفيات لكوفيد-19 أقل بكثير، لكن انتشار العدوى كان أكبر بكثير، مع إجمالي عدد الوفيات.

## المخطط الزمني

### فبراير 2020
في 29 فبراير، أكدت وزارة الصحة في لوكسمبورغ أول حالة لفيروس كورونا في البلاد. كان المريض رجلًا في الأربعينيات من عمره عاد من إيطاليا عبر شارلروا، بلجيكا. وقد ذهب بنفسه إلى وحدة التفتيش الصحي ووُضع في الحجر الصحي في مركز مستشفى لوكسمبورغ.

### مارس 2020
في 5 مارس، عاد رجل من شمال إيطاليا وأثبتت الاختبارات إصابته بالفيروس، وُضع أيضًا في الحجر الصحي في مركز مستشفى لوكسمبورغ.
في 6 مارس، أُثبتت إصابة امرأة بالفيروس بعد إقامتها في منطقة ألزاس في فرنسا، ليصل العدد الإجمالي للحالات المؤكدة إلى 3.
في مساء 7 مارس أكدت وزارة الصحة وجود حالة أخرى مُصابة بالفيروس في البلاد، مُشيرةً إلى أن الشخص المصاب كان موجودًا في شمال إيطاليا.
في 8 مارس، تأكدت إصابة حالة أخرى، وهو مريض عاد مؤخرًا من منطقة ألزاس في فرنسا.
في 10 مارس، تأكدت إصابة حالتين في وقتٍ واحدٍ، الأولى كانت عائدة إلى الوطن من الولايات المتحدة والثانية قادمة من سويسرا.
في 12 مارس، أكدت وزارة الصحة وجود 19 حالة جديدة في لوكسمبورغ، ما رفع عدد الحالات الإجمالي إلى 26، بالإضافة إلى 94 في حالة حرجة. ووفقًا للوزارة، أُصيب اثنان من المرضى ضمن لوكسمبورغ بينما أُصيب العشرة الآخرون في الخارج. شُخّصت إحدى الحالات في مستشفى كيرشبيرغ، ومنذ ذلك الوقت نفذت المستشفى العديد من الإجراءات الوقائية، منها الحد من زيارات المرضى، وتخفيض عدد استشارات المرضى الخارجيين بشكل كبير، والتحكم في الوصول إلى المدخل الرئيسي. أعلنت الوزارة أن المدارس ستغلق من 16 إلى 27 مارس بعد الحالات الأخيرة في لوكسمبورغ.
في 13 مارس، عقدت وزيرة الصحة بوليت لينرت ووزير النقل فرانسوا باوش ووزيرة شؤون الأسرة كورين كاهن مؤتمرًا صحفيًا لتأكيد إصابة 8 حالات أخرى والوفاة الأولى، لمريضة كانت تبلغ من العمر 94 عامًا وكانت في حالة حرجة.
في 14 مارس، أكدت وزارة الصحة إصابة 17 حالة أخرى، ليصل العدد الإجمالي للحالات في لوكسمبورغ إلى 51. وذكرت بوليت لينرت أن «الفيروس قد وصل»، مضيفةً أن الوضع بدأ يصبح «حرجًا» و«لم يسبق له مثيل».
في 15 مارس، عقدت لينرت ورئيس وزراء لوكسمبورغ خافيير بيتل مؤتمرًا صحفيًا أكدا فيه وجود 26 حالة أخرى في لوكسمبورغ، ما رفع عدد الحالات المؤكدة إلى 77. وذكرا أن معظم المتاجر والمطاعم ستغلق عند منتصف الليل بعد هذا الارتفاع في عدد الحالات. بعض الأماكن التي سُمح لها بالبقاء مفتوحة هي مكاتب البريد والبنوك ومتاجر مستلزمات الحيوانات الأليفة. صدر مرسوم بعدم فتح الأبواب الأمامية في الحافلات وأنه يتعين على الركاب الصعود من الأبواب الخلفية؛ أيضًا، حُظر الجلوس في الصفوف الأمامية من المقاعد في جميع الحافلات.
وفي 16 مارس، أكدت وزارة الصحة إصابة 4 حالات أخرى، ليصل عدد الحالات الإجمالي إلى 81 حالة.
في 17 مارس، أكدت وزارة الصحة إصابة 59 حالة جديدة، ليصل عدد الحالات الإجمالي إلى 140 حالة.
في 18 مارس، أكدت وزارة الصحة إصابة 62 حالة جديدة، ليصل عدد الحالات الإجمالي إلى 203، مع وفاة أخرى في البلاد.
في 19 مارس، أكدت وزارة الصحة إصابة 132 حالة جديدة، ليصل عدد الحالات الإجمالي إلى 335، ووصل عدد الوفيات إلى 4. أعلن بيتل حالة الطوارئ. وفي اليوم نفسه، عقد لينرت مؤتمرًا صحفيًا، مفاده أن جميع الوفيات من المرضى كانوا فوق سن 80 وأن 6 أشخاص قد تعافوا حتى الآن.
في 20 مارس، أكدت وزارة الصحة إصابة 149 حالة جديدة، ليصل عدد الحالات الإجمالي إلى 484 (أبلغت صفحة الوزارة على الإنترنت عن رقم خاطئ وهو 618 في نفس اليوم). خُفّضت خدمات النقل العام بشكل ملحوظ، إذ عملت القطارات مرة واحدة في الساعة بدلًا من أربع مرات على بعض الخطوط، وأُلغيت جميع خدمات يوم الأحد لعربات النقل والحافلات.
في 21 مارس، أكدت وزارة الصحة إصابة 186 حالة جديدة، ليصل عدد الحالات الإجمالي إلى 670. رفعت وزارة الصحة أيضًا عدد الوفيات إلى 8.
وفي 22 مارس، أكدت وزارة الصحة إصابة 128 حالة جديدة، ليصل عدد الحالات الإجمالي إلى 798.
في 23 مارس، أكدت وزارة الصحة إصابة 77 حالة إصابة جديدة، والعدد الإجمالي 875.
في 24 مارس، أكدت وزارة الصحة إصابة 224 حالة جديدة، وبلغ عدد الحالات الإجمالي 1099 حالة.
في 25 مارس، أكد بيتل في مؤتمر صحفي إصابة 234 حالة جديدة، والعدد الإجمالي 1333.
وفي 26 مارس، أكدت وزارة الصحة إصابة 120 حالة جديدة، ووصل عدد الحالات الإجمالي إلى 1453 حالة، بالإضافة إلى وفاة أخرى.
في 27 مارس، أكدت وزارة الصحة تشخيص 152 إصابة جديدة ووصول العدد الإجمالي إلى 1605 حالة، مع 6 حالات وفاة أخرى ليصل عدد الوفيات إلى 15، بالإضافة إلى شفاء 34 شخص من الفيروس.
في 28 مارس، أكدت وزارة الصحة إصابة 226 حالة جديدة ليصل عدد الحالات الإجمالي إلى 1831 حالة مع 3 وفيات أخرى في البلاد.
وفي 29 مارس أكدت وزارة الصحة إصابة 119 حالة أخرى ليصل عدد الحالات الإجمالي إلى 1,950 حالة بينما تأكدت 3 حالات وفاة أخرى.
وفي 30 مارس، أكدت وزارة الصحة إصابة 38 حالة أخرى ليصل عدد الحالات الإجمالي إلى 1,988 حالة بينما تأكدت حالة وفاة أخرى.
في 31 مارس، أكدت وزارة الصحة إصابة 190 حالة أخرى ليصل عدد الحالات الإجمالي إلى 2,178 حالة بينما تأكدت حالة وفاة أخرى.

### أبريل
في 1 أبريل، أكدت وزارة الصحة وجود 141 إصابة جديدة، ما رفع العدد الإجمالي للحالات إلى 2,319 حالة، وتأكدت 6 وفيات جديدة.
في 2 أبريل، أكدت وزارة الصحة 168 إصابة جديدة، ما رفع العدد الإجمالي للإصابات إلى 2,487 حالة، وتأكدت حالة وفاة جديدة.
في 3 أبريل، أكدت وزارة الصحة وجود 125 إصابة جديدة، ما رفع العدد الإجمالي للحالات إلى 2,612 حالة، وتأكدت حالة وفاة جديدة.
في 4 أبريل، أكدت وزارة الصحة وجود 117 حالة جديدة، فوصل العدد الإجمالي إلى 2,729 حالة.
في 5 أبريل، أكدت وزارة الصحة وجود 75 إصابة جديدة، ما رفع العدد الإجمالي للحالات إلى 2,804 حالة، وتأكدت 5 وفيات جديدة.
في 6 أبريل، أكدت وزارة الصحة وجود 39 إصابة جديدة، ما رفع العدد الإجمالي للحالات إلى 2,843 حالة، وتأكدت 5 وفيات جديدة.
في 7 أبريل، أكدت وزارة الصحة وجود 127 إصابة جديدة، فأصبح العدد الإجمالي للحالات 2,970 حالة، وتأكدت 3 وفيات جديدة.
في 8 أبريل، أكدت وزارة الصحة وجود 64 إصابة جديدة، ما رفع العدد الإجمالي للحالات إلى 3,034 حالة، وتأكدت حالتا وفاة.
في 9 أبريل، أكدت وزارة الصحة وجود 81 إصابة جديدة، ما رفع العدد الإجمالي للحالات إلى 3,115 حالة، وارتفع عدد الوفيات من 46 إلى 52 حالة.
في 10 أبريل، أكدت وزارة الصحة وجود 108 حالات جديدة، ما رفع العدد الإجمالي للحالات إلى 3,223 حالة، وتأكدت حالتا وفاة.
في 11 أبريل، أكدت وزارة الصحة وجود 47 إصابة جديدة، ما رفع العدد الإجمالي للحالات إلى 270 3 حالة، وارتفع عدد الوفيات إلى 62 حالة.
في 12 أبريل، أكدت وزارة الصحة وجود 11 إصابة جديدة، ما رفع العدد الإجمالي للحالات إلى 3,281 حالة، وتأكدت 4 وفيات جديدة.
في 13 أبريل، أكدت وزارة الصحة وجود 11 إصابة جديدة، ما رفع العدد الإجمالي للحالات إلى 3,292 حالة، وتأكدت 3 وفيات جديدة.
في 14 أبريل، أكدت وزارة الصحة وجود 15 إصابة جديدة، ما رفع العدد الإجمالي للحالات إلى 3,307 حالات. وصُحح عدد الوفيات ليصبح 67 عوضًا عن 69.
في 15 أبريل، أكدت وزارة الصحة وجود 66 إصابة جديدة، ما رفع العدد الإجمالي للحالات إلى 3,373 حالة، وتأكدت حالتا وفاة.
في 16 أبريل، أكدت وزارة الصحة وجود 71 إصابة جديدة، ما رفع العدد الإجمالي للحالات إلى 3,444 حالة. وخُفض عدد الوفيات إلى 68.
في 17 أبريل، أكدت وزارة الصحة 36 إصابة جديدة، ما رفع العدد الإجمالي للحالات إلى 3,480 حالة، وتأكدت 4 وفيات جديدة.
في 18 أبريل، أكدت وزارة الصحة وجود 57 إصابة جديدة، ما رفع العدد الإجمالي للحالات إلى 3,573 حالة.
في 19 أبريل، أكدت وزارة الصحة وجود 13 إصابة جديدة، ما رفع العدد الإجمالي للحالات إلى 3,550 حالة، وتأكدت حالة وفاة جديدة.
في 20 أبريل، أكدت وزارة الصحة 8 حالات جديدة فوصل العدد الإجمالي للحالات إلى 3,558 حالة، وتأكدت حالتا وفاة.
في 21 أبريل، أكدت وزارة الصحة وقوع 60 إصابة جديدة، ما رفع العدد الإجمالي للحالات إلى 3,618 حالة، وتأكدت 3 وفيات جديدة
في 22 أبريل، أكدت وزارة الصحة وجود 36 إصابة جديدة، ما رفع العدد الإجمالي للحالات إلى 3,654 حالة، وتأكدت حالتا وفاة.
في 23 أبريل، أكدت وزارة الصحة وجود 11 إصابة جديدة، ما رفع العدد الإجمالي للحالات إلى 3,665 حالة، وتأكدت 3 وفيات جديدة.
في 24 أبريل، أكدت وزارة الصحة وجود 30 إصابة جديدة، ما رفع العدد الإجمالي للحالات إلى 3,695 حالة، وتأكدت حالتا وفاة.
في 25 أبريل، أكدت وزارة الصحة وجود 16 إصابة جديدة، ما رفع العدد الإجمالي للحالات إلى 3,711 حالة.
في 26 أبريل، أكدت وزارة الصحة وجود 12 إصابة جديدة، ما رفع العدد الإجمالي للحالات إلى 3,723 حالة، وتأكدت 3 وفيات جديدة.
في 27 أبريل، أكدت وزارة الصحة وجود 6 حالات جديدة، ما رفع العدد الإجمالي للحالات إلى 3,729 حالة.
في 28 أبريل، أكدت وزارة الصحة وجود 12 إصابة جديدة، ما رفع العدد الإجمالي للحالات إلى 3,741 حالة، وتأكدت حالة وفاة جديدة.
في 29 أبريل، أكدت وزارة الصحة وجود 28 إصابة جديدة، ما رفع العدد الإجمالي للحالات إلى 3,769 حالة.
في 30 أبريل، أكدت وزارة الصحة وجود 15 إصابة جديدة، وبذلك أصبح العدد الإجمالي للحالات 3,784 حالة، وتأكدت حالة وفاة جديدة، فوصل العدد الإجمالي للوفيات إلى 90 حالة.

### مايو 2020
في 1 مايو، أكدت وزارة الصحة وجود 18 إصابة جديدة، ما رفع العدد الإجمالي للحالات إلى 3,802 حالة، وتأكدت حالتا وفاة.
في 2 مايو، أكدت وزارة الصحة 10 حالات جديدة فوصل العدد الإجمالي للحالات إلى 3,812 حالة.
في 3 مايو، أكدت وزارة الصحة 12 إصابة جديدة، ما رفع العدد الإجمالي للحالات إلى 3,824 حالة، وتأكدت 4 وفيات جديدة.
في 4 مايو، أكدت وزارة الصحة 4 حالات جديدة فوصل العدد الإجمالي للحالات إلى 3,828 حالة.
في 5 مايو، أكدت وزارة الصحة 12 إصابة جديدة فوصل العدد الإجمالي للحالات إلى 3,840 حالة.
في 6 مايو، أكدت وزارة الصحة 11 إصابة جديدة، ما رفع العدد الإجمالي للحالات إلى 3,851 حالة، وتأكدت حالتا وفاة.
في 7 مايو، أكدت وزارة الصحة 8 حالات جديدة فوصل العدد الإجمالي للحالات إلى 3,859 حالة، وتأكدت حالتا وفاة.
في 8 مايو، أكدت وزارة الصحة 12 إصابة جديدة فوصل العدد الإجمالي للحالات إلى 3,871 حالة.
في 9 مايو، أكدت وزارة الصحة 6 حالات جديدة فوصل العدد الإجمالي للحالات إلى 3,877 حالة، وتأكدت حالتا وفاة.
في 10 مايو، أكدت وزارة الصحة 9 حالات جديدة فوصل العدد الإجمالي للحالات إلى 3,886 حالة.
في 11 مايو، أعلنت وزارة الصحة عن حالتين جديدتين فوصل العدد الإجمالي للحالات إلى 3,888 حالة.
في 12 مايو، أكدت وزارة الصحة 6 حالات جديدة فوصل العدد الإجمالي للحالات إلى 3,894 حالة، وتأكدت حالتا وفاة.
في 13 مايو، أكدت وزارة الصحة 10 حالات جديدة فوصل العدد الإجمالي للحالات إلى 3,904 حالات وتأكدت حالتا وفاة.
في 14 مايو، أكدت وزارة الصحة وجود 11 إصابة جديدة، ما رفع العدد الإجمالي للحالات إلى 3,915 حالة.
في 15 مايو، أكدت وزارة الصحة وقوع 8 حالات جديدة، وبذلك أصبح العدد الإجمالي للحالات 3,923 حالة، وتأكدت حالة وفاة جديدة.
في 16 مايو، أكدت وزارة الصحة وجود 7 حالات جديدة، ما رفع العدد الإجمالي للحالات إلى 3,930 حالة.
في 17 مايو، أكدت وزارة الصحة وجود 15 إصابة جديدة، ما رفع العدد الإجمالي للحالات إلى 3,945 حالة، وتأكدت 3 وفيات جديدة.
في 18 مايو، أعلنت وزارة الصحة عن حالتين جديدتين، فبلغ العدد الإجمالي للحالات 3,947 حالة.
في 19 مايو، أكدت وزارة الصحة وجود 11 إصابة جديدة، فوصل العدد الإجمالي للحالات إلى 3,958 حالة، وتأكدت حالتا وفاة.
في 20 مايو، أكدت وزارة الصحة وجود 13 إصابة جديدة، فوصل العدد الإجمالي للحالات إلى 3,971 حالة.
في 21 مايو، أكدت وزارة الصحة وجود 9 حالات جديدة، فوصل العدد الإجمالي للحالات إلى 3,980 حالة.
في 22 مايو، أعلنت وزارة الصحة عن إصابة جديدة، فوصل العدد الإجمالي للحالات إلى 3,981 حالة.
في 23 مايو، أكدت وزارة الصحة 9 حالات جديدة، فوصل العدد الإجمالي للحالات إلى 3,990 حالة.
في 24 مايو، أعلنت وزارة الصحة عن حالتين جديدتين، فوصل العدد الإجمالي للحالات إلى 3,992 حالة، وتأكدت حالة وفاة جديدة.
في 25 مايو، أعلنت وزارة الصحة عن إصابة جديدة فوصل العدد الإجمالي للحالات إلى 3,993 حالة.
في 26 مايو، أعلنت وزارة الصحة عن حالتين جديدتين فوصل العدد الإجمالي للحالات إلى 3,995 حالة.
في 27 مايو، أكدت وزارة الصحة 6 حالات جديدة فوصل العدد الإجمالي للحالات إلى 4,001 حالة.
في 28 مايو، أكدت وزارة الصحة 7 حالات جديدة فوصل العدد الإجمالي للحالات إلى 4,008 حالات
في 29 مايو، أكدت وزارة الصحة 4 حالات جديدة فوصل العدد الإجمالي للحالات إلى 4,012 حالة.
في 30 مايو، أكدت وزارة الصحة 4 حالات جديدة فوصل العدد الإجمالي للحالات إلى 4,016 حالة.
في 31 مايو، أعلنت وزارة الصحة عن حالتين جديدتين فوصل العدد الإجمالي للحالات إلى 4,018 حالة.

### يونيو 2020
في 1 يونيو، أعلنت وزارة الصحة عن إصابة جديدة، ما رفع العدد الإجمالي للحالات إلى 4,019 حالة.
في 2 يونيو، أعلنت وزارة الصحة عن إصابة جديدة، ما رفع العدد الإجمالي للحالات إلى 4,020 حالة.
في 3 يونيو، أكدت وزارة الصحة وجود 4 حالات جديدة، ما رفع العدد الإجمالي للحالات إلى 4,024 حالة
في 4 يونيو، أكدت وزارة الصحة وجود 3 حالات جديدة، ما رفع العدد الإجمالي للحالات إلى 4,027 حالة
في 5 يونيو، أكدت وزارة الصحة وجود 5 حالات جديدة، ما رفع العدد الإجمالي للحالات إلى 4,032 حالة.
في 6 يونيو، أكدت وزارة الصحة وجود 3 حالات جديدة، ما رفع العدد الإجمالي للحالات إلى 4,035 حالة
في 7 يونيو، أكدت وزارة الصحة وجود 4 حالات جديدة ما رفع العدد الإجمالي للحالات إلى 4,039 حالة.
في 8 يونيو، أعلنت وزارة الصحة عن إصابة جديدة ما رفع العدد الإجمالي للحالات إلى 4,040 حالة.
في 9 يونيو، أكدت وزارة الصحة 6 حالات جديدة، ما رفع العدد الإجمالي للحالات إلى 4,046 حالة.
في 10 يونيو، أكدت وزارة الصحة 3 حالات جديدة، ما رفع العدد الإجمالي للحالات إلى 4,049 حالة.